# Палуметс, Кевор
Кевор Палуметс (эст. Kevor Palumets; 21 ноября 2002, Таллин) — эстонский футболист, полузащитник клуба «Железиарне» и сборной Эстонии.

## Биография
Воспитанник клубов «Кейла» и «Табасалу» из пригородов Таллина. На взрослом уровне начал играть в 2018 году за «Табасалу», провёл два неполных сезона в четвёртом и третьем дивизионах Эстонии. Весной 2019 года играл за юношеский состав итальянской «Болоньи».
В 2020 году перешёл в клуб высшего дивизиона Эстонии «Пайде ЛМ». Дебютировал в чемпионате страны 7 июня 2020 года в матче против «Таммеки», заменив на 92-й минуте Сергея Мошникова. В первом сезоне провёл 6 матчей и стал со своим клубом серебряным призёром чемпионата. С 2021 года стал чаще выходить в стартовом составе клуба. Становился бронзовым призёром чемпионата страны в 2021 и 2022 годах, а в 2022 году также стал обладателем Кубка Эстонии. В 2022 году сыграл первые матчи в Лиге конференций. В составе «Пайде-2» в 2020 году стал победителем и третьим бомбардиром (21 гол) третьего дивизиона Эстонии.
В сентябре 2022 года перешёл в бельгийский клуб «Зюлте-Варегем», подписав трёхлетний контракт. Дебютировал в чемпионате Бельгии 11 сентября 2022 года в матче против «Гента», заменив на 56-й минуте Абдулая Сиссако.
До 19-летнего возраста не рассматривался как основной игрок юношеских сборных Эстонии, сыграв только два матча за сборную 18-летних. С 2021 года стал регулярно играть за молодёжную сборную.

## Достижения
- Серебряный призёр чемпионата Эстонии: 2020
- Бронзовый призёр чемпионата Эстонии: 2021, 2022
- Обладатель Кубка Эстонии: 2021/22